# Richard Dormer
Richard Dormer (Lisburn; 11 de noviembre de 1969) es un actor, dramaturgo y guionista británico. Su papel más recordado es el de Beric Dondarrion en la serie de televisión Game of Thrones.

## Biografía
Richard está casado con la directora Rachel O'Riordan.

## Carrera
En el 2012 apareció en la serie Hunted donde dio vida a Lewis Conroy.
En el 2013 apareció como invitado en la popular serie Game of Thrones donde interpretó a Beric Dondarrion.
En el 2015 se unió al elenco principal de la serie Fortitude donde interpreta al oficial Dan Anderssen el sheriff de la comunidad.
En marzo del 2017 se anunció que Richard se había unido al elenco principal de Rellik donde dará vida al detective Gabriel Markham.

## Filmografía

### Series de televisión
| Año               | Título                             | Personaje            | Notas                          |
| ----------------- | ---------------------------------- | -------------------- | ------------------------------ |
| 2023              | Blue Lights                        | Gerry                | Protagonista (6 episodios)     |
| 2021              | The Watch                          | Sam Vimes            | Protagonista                   |
| 2017 - presente   | Rellik                             | Det. Gabriel Markham | -                              |
| 2015 - presente   | Fortitude                          | Dan Anderssen        | 21 episodios                   |
| 2013, 2016 - 2019 | Game of Thrones                    | Beric Dondarrion     | 13 episodios                   |
| 2012              | Hunted                             | Lewis Conroy         | 2 episodios                    |
| 2011              | Hidden                             | Frank Hanna          | 4 episodios - miniserie        |
| 2011              | Justice                            | George               | 2 episodios                    |
| 2010              | An Crisis                          | Kyle Baird           | episodio # 1.2                 |
| 1993              | The Young Indiana Jones Chronicles | Joven Civil          | episodio "Ireland, April 1916" |
| 1992              | Soldier Soldier                    | Cpl. David Lutchens  | episodio "A Man's Life"        |
| 1991              | Casualty                           | Rick Tomlinson       | episodio "The Last Word"       |

### Películas
| Año  | Título          | Personaje    | Notas |
| ---- | --------------- | ------------ | --- |
| 2012 | Good Vibrations | Terri Hooley | junto a Jodie Whittaker, Liam Cunningham, Dylan Moran, Mark Ryder, Killian Scott, David Wilmot y Andrew Simpson |

### Narrador
| Año         | Programa            | Notas        |
| ----------- | ------------------- | ------------ |
| 2011 - 2013 | Those Were the Days | 11 episodios |
| 2011        | The Beauty of Books | 4 episodios  |

### Teatro
| Año  | Obra                   | Personaje | Director (es)              | Teatro                 | Notas                                                                |
| ---- | ---------------------- | --------- | -------------------------- | ---------------------- | -------------------------------------------------------------------- |
| 2006 | Look Back in Anger     | -         | -                          | -                      | -                                                                    |
| 2006 | Habeas Corpus          | -         | -                          | -                      | -                                                                    |
| 2006 | Miss Julie             | -         | -                          | -                      | -                                                                    |
| 2006 | Measure for Measure    | -         | -                          | -                      | -                                                                    |
| 2005 | Private Lives          | -         | Thea Sharrock y Peter Hall | Theatre Royal          | junto a Edward Fox, Diana Quick, Ryan Kiggell y Terence Rigby        |
| 2005 | Much Ado About Nothing | -         | Thea Sharrock y Peter Hall | Theatre Royal          | junto a Greta Scacchi, Janet Greaves, Janie Dee y Dan Stevens        |
| 2005 | You Can Never Tell     | -         | Thea Sharrock y Peter Hall | Theatre Royal          | junto a Greta Scacchi, Matthew Dunphy, Nancy Carroll y Michael Mears |
| 2005 | Waiting for Godot      | -         | Thea Sharrock y Peter Hall | Theatre Royal          | junto a Michael Siberry, Greta Scacchi, Aden Gillett y Philip Voss   |
| 1994 | Beautiful Thing        | -         | Hettie Macdonald           | Duke of York's Theatre | junto a Zubin Varla y Amelda Br                                      |

## Premios y nominaciones
| Año  | Categoría       | Premio     | Película        | Resultado |
| ---- | --------------- | ---------- | --------------- | --------- |
| 2013 | Best Actor Film | IFTA Award | Good Vibrations | Nominado  |